# Wereldkampioenschap superbike van Donington 1998
Het wereldkampioenschap superbike van Donington 1998 was de tweede ronde van het wereldkampioenschap superbike en de eerste ronde van de wereldserie Supersport 1998. De races werden verreden op 13 april 1998 op Donington Park in North West Leicestershire, Verenigd Koninkrijk.

## Superbike

### Race 1
| Pos | Nr  | Rijder               | Constructeur | Rondes | Tijd         | Grid | Punten |
| --- | --- | -------------------- | ------------ | ------ | ------------ | ---- | ------ |
| 1   | 41  | Noriyuki Haga        | Yamaha       | 25     | 39:41.163    | 9    | 25     |
| 2   | 11  | Troy Corser          | Ducati       | 25     | +4.030       | 1    | 20     |
| 3   | 7   | Pierfrancesco Chili  | Ducati       | 25     | +10.158      | 6    | 16     |
| 4   | 111 | Aaron Slight         | Honda        | 25     | +10.509      | 3    | 13     |
| 5   | 4   | Akira Yanagawa       | Kawasaki     | 25     | +15.809      | 2    | 11     |
| 6   | 45  | Colin Edwards        | Honda        | 25     | +17.845      | 5    | 10     |
| 7   | 2   | Carl Fogarty         | Ducati       | 25     | +21.616      | 14   | 9      |
| 8   | 8   | James Whitham        | Suzuki       | 25     | +24.944      | 12   | 8      |
| 9   | 6   | Peter Goddard        | Suzuki       | 25     | +25.207      | 8    | 7      |
| 10  | 51  | Steve Hislop         | Yamaha       | 25     | +25.400      | 10   | 6      |
| 11  | 42  | Chris Walker         | Kawasaki     | 25     | +36.346      | 11   | 5      |
| 12  | 5   | Neil Hodgson         | Kawasaki     | 25     | +45.330      | 16   | 4      |
| 13  | 44  | Scott Russell        | Yamaha       | 25     | +45.696      | 17   | 3      |
| 14  | 9   | Piergiorgio Bontempi | Kawasaki     | 25     | +45.832      | 19   | 2      |
| 15  | 38  | James Haydon         | Suzuki       | 25     | +52.390      | 13   | 1      |
| 16  | 37  | Terry Rymer          | Suzuki       | 25     | +52.873      | 21   |        |
| 17  | 22  | Ian Simpson          | Honda        | 25     | +1:14.500    | 24   |        |
| 18  | 39  | Alessandro Gramigni  | Ducati       | 25     | +1:26.297    | 23   |        |
| 19  | 19  | Lucio Pedercini      | Ducati       | 25     | +1:34.743    | 22   |        |
| 20  | 13  | Jamie Robinson       | Ducati       | 24     | +1 ronde     | 25   |        |
| 21  | 15  | Igor Jerman          | Kawasaki     | 24     | +1 ronde     | 26   |        |
| 22  | 10  | Andrew Stroud        | Kawasaki     | 24     | +1 ronde     | 29   |        |
| 23  | 52  | Oddgeir Havnen       | Honda        | 24     | +1 ronde     | 31   |        |
| DNF | 21  | Jean-Marc Delétang   | Yamaha       | 19     | Uitgevallen  | 28   |        |
| DNF | 25  | Sean Emmett          | Ducati       | 16     | Uitgevallen  | 15   |        |
| DNF | 27  | Frédéric Protat      | Honda        | 10     | Uitgevallen  | 27   |        |
| DNF | 32  | Troy Bayliss         | Ducati       | 3      | Uitgevallen  | 20   |        |
| DNF | 35  | Gregorio Lavilla     | Ducati       | 1      | Uitgevallen  | 4    |        |
| DNF | 31  | Niall Mackenzie      | Yamaha       | 1      | Uitgevallen  | 7    |        |
| DNS | 33  | Michael Rutter       | Honda        | 0      | Niet gestart | 18   |        |
| DNS | 17  | Michael Schulten     | Suzuki       | 0      | Niet gestart | 30   |        |

### Race 2
| Pos | Nr  | Rijder               | Constructeur | Rondes | Tijd         | Grid | Punten |
| --- | --- | -------------------- | ------------ | ------ | ------------ | ---- | ------ |
| 1   | 41  | Noriyuki Haga        | Yamaha       | 25     | 39:35.544    | 9    | 25     |
| 2   | 11  | Troy Corser          | Ducati       | 25     | +1.524       | 1    | 20     |
| 3   | 2   | Carl Fogarty         | Ducati       | 25     | +8.214       | 14   | 16     |
| 4   | 111 | Aaron Slight         | Honda        | 25     | +15.025      | 3    | 13     |
| 5   | 7   | Pierfrancesco Chili  | Ducati       | 25     | +18.758      | 6    | 11     |
| 6   | 31  | Niall Mackenzie      | Yamaha       | 25     | +19.253      | 7    | 10     |
| 7   | 45  | Colin Edwards        | Honda        | 25     | +19.304      | 5    | 9      |
| 8   | 8   | James Whitham        | Suzuki       | 25     | +25.956      | 12   | 8      |
| 9   | 51  | Steve Hislop         | Yamaha       | 25     | +32.259      | 10   | 7      |
| 10  | 6   | Peter Goddard        | Suzuki       | 25     | +33.457      | 8    | 6      |
| 11  | 44  | Scott Russell        | Yamaha       | 25     | +42.292      | 17   | 5      |
| 12  | 42  | Chris Walker         | Kawasaki     | 25     | +44.433      | 11   | 4      |
| 13  | 9   | Piergiorgio Bontempi | Kawasaki     | 25     | +48.476      | 19   | 3      |
| 14  | 38  | James Haydon         | Suzuki       | 25     | +51.432      | 13   | 2      |
| 15  | 37  | Terry Rymer          | Suzuki       | 25     | +1:02.060    | 21   | 1      |
| 16  | 4   | Akira Yanagawa       | Kawasaki     | 25     | +1:12.572    | 2    |        |
| 17  | 39  | Alessandro Gramigni  | Ducati       | 25     | +1:18.413    | 23   |        |
| 18  | 22  | Ian Simpson          | Honda        | 25     | +1:26.455    | 24   |        |
| 19  | 15  | Igor Jerman          | Kawasaki     | 25     | +1:35.756    | 26   |        |
| 20  | 19  | Lucio Pedercini      | Ducati       | 25     | +1:43.460    | 22   |        |
| 21  | 13  | Jamie Robinson       | Ducati       | 25     | +1:48.243    | 25   |        |
| 22  | 21  | Jean-Marc Delétang   | Yamaha       | 25     | +1:51.181    | 28   |        |
| 23  | 27  | Frédéric Protat      | Honda        | 25     | +2:29.612    | 27   |        |
| DNF | 5   | Neil Hodgson         | Kawasaki     | 20     | Uitgevallen  | 16   |        |
| DNF | 35  | Gregorio Lavilla     | Ducati       | 10     | Uitgevallen  | 4    |        |
| DNF | 25  | Sean Emmett          | Ducati       | 10     | Uitgevallen  | 15   |        |
| DNF | 52  | Oddgeir Havnen       | Honda        | 10     | Uitgevallen  | 31   |        |
| DNF | 32  | Troy Bayliss         | Ducati       | 2      | Uitgevallen  | 20   |        |
| DNF | 10  | Andrew Stroud        | Kawasaki     | 0      | Uitgevallen  | 29   |        |
| DNS | 33  | Michael Rutter       | Honda        | 0      | Niet gestart | 18   |        |
| DNS | 17  | Michael Schulten     | Suzuki       | 0      | Niet gestart | 30   |        |

## Supersport
| Pos | Nr | Rijder                | Constructeur | Rondes | Tijd                | Grid | Punten |
| --- | -- | --------------------- | ------------ | ------ | ------------------- | ---- | ------ |
| 1   | 1  | Paolo Casoli          | Ducati       | 23     | 38:01.766           | 1    | 25     |
| 2   | 3  | Yves Briguet          | Ducati       | 23     | +0.287              | 3    | 20     |
| 3   | 5  | Massimo Meregalli     | Yamaha       | 23     | +13.135             | 9    | 16     |
| 4   | 2  | Vittoriano Guareschi  | Yamaha       | 23     | +14.319             | 4    | 13     |
| 5   | 17 | Pere Riba             | Ducati       | 23     | +14.962             | 2    | 11     |
| 6   | 8  | Fabrizio Pirovano     | Suzuki       | 23     | +15.120             | 7    | 10     |
| 7   | 9  | Wilco Zeelenberg      | Yamaha       | 23     | +28.782             | 11   | 9      |
| 8   | 4  | Stéphane Chambon      | Suzuki       | 23     | +37.278             | 12   | 8      |
| 9   | 67 | Howard Whitby         | Honda        | 23     | +42.472             | 14   | 7      |
| 10  | 24 | Bernard Garcia        | Ducati       | 23     | +46.130             | 30   | 6      |
| 11  | 11 | Giovanni Bussei       | Suzuki       | 23     | +46.641             | 8    | 5      |
| 12  | 21 | Roberto Teneggi       | Ducati       | 23     | +48.710             | 13   | 4      |
| 13  | 56 | Thomas Körner         | Kawasaki     | 23     | +52.651             | 19   | 3      |
| 14  | 55 | Jörg Teuchert         | Yamaha       | 23     | +52.711             | 16   | 2      |
| 15  | 6  | Mario Innamorati      | Kawasaki     | 23     | +59.137             | 15   | 1      |
| 16  | 62 | Steve Plater          | Honda        | 23     | +1:00.478           | 24   |        |
| 17  | 59 | Philip McCallam       | Honda        | 23     | +1:00.873           | 31   |        |
| 18  | 54 | Dean Thomas           | Suzuki       | 23     | +1:02.214           | 17   |        |
| 19  | 16 | Sébastien Charpentier | Honda        | 23     | +1:03.600           | 35   |        |
| 20  | 33 | Robert Ulm            | Yamaha       | 23     | +1:03.717           | 28   |        |
| 21  | 18 | Cristiano Migliorati  | Ducati       | 23     | +1:09.701           | 27   |        |
| 22  | 81 | Phil Borley           | Honda        | 23     | +1:11.785           | 36   |        |
| 23  | 50 | Karl Muggeridge       | Honda        | 23     | +1:25.950           | 38   |        |
| DNF | 41 | Michaël Paquay        | Honda        | 22     | Uitgevallen         | 6    |        |
| DNF | 64 | Andy Pallot           | Honda        | 21     | Uitgevallen         | 21   |        |
| DNF | 23 | Marc Garcia           | Ducati       | 12     | Uitgevallen         | 29   |        |
| DNF | 15 | Jean-Philippe Ruggia  | Bimota       | 12     | Uitgevallen         | 22   |        |
| DNF | 37 | Serafino Foti         | Bimota       | 10     | Uitgevallen         | 20   |        |
| DNF | 7  | Ferdinando Di Maso    | Ducati       | 9      | Uitgevallen         | 33   |        |
| DNF | 53 | Glen Richards         | Honda        | 7      | Uitgevallen         | 18   |        |
| DNF | 61 | Paul Brown            | Honda        | 7      | Uitgevallen         | 34   |        |
| DNF | 51 | John Crawford         | Suzuki       | 5      | Uitgevallen         | 26   |        |
| DNF | 35 | Mauro Lucchiari       | Ducati       | 3      | Uitgevallen         | 10   |        |
| DNF | 52 | James Toseland        | Honda        | 1      | Uitgevallen         | 5    |        |
| DNF | 34 | Giuseppe Fiorillo     | Suzuki       | 1      | Uitgevallen         | 23   |        |
| DNS | 25 | Christophe Cogan      | Yamaha       | 0      | Niet gestart        | 25   |        |
| DNS | 19 | Walter Tortoroglio    | Suzuki       | 0      | Niet gestart        | 32   |        |
| DNS | 66 | Peter Jennings        | Honda        | 0      | Niet gestart        | 37   |        |
| DNQ | 27 | Camillo Mariottini    | Bimota       | 0      | Niet gekwalificeerd |      |        |
| DNQ | 22 | Stefan Nebel          | Kawasaki     | 0      | Niet gekwalificeerd |      |        |
| DNQ | 20 | Werner Daemen         | Kawasaki     | 0      | Niet gekwalificeerd |      |        |
| DNQ | 10 | Thomas Hinterreiter   | Kawasaki     | 0      | Niet gekwalificeerd |      |        |
| DNQ | 12 | Albert Aerts          | Yamaha       | 0      | Niet gekwalificeerd |      |        |
| DNQ | 14 | Marco Risitano        | Kawasaki     | 0      | Niet gekwalificeerd |      |        |
| DNQ | 96 | Claude-Alain Jäggi    | Ducati       | 0      | Niet gekwalificeerd |      |        |

## Tussenstanden na wedstrijd

### Superbike
| Pos | Nr  | Rijder              | Team   | Punten |
| --- | --- | ------------------- | ------ | ------ |
| 1   | 41  | Noriyuki Haga       | Yamaha | 91     |
| 2   | 11  | Troy Corser         | Ducati | 70     |
| 3   | 2   | Carl Fogarty        | Ducati | 66     |
| 4   | 111 | Aaron Slight        | Honda  | 53     |
| 5   | 7   | Pierfrancesco Chili | Ducati | 40     |

### Supersport
| Pos | Nr | Rijder               | Team   | Punten |
| --- | -- | -------------------- | ------ | ------ |
| 1   | 1  | Paolo Casoli         | Ducati | 25     |
| 2   | 3  | Yves Briguet         | Ducati | 20     |
| 3   | 5  | Massimo Meregalli    | Yamaha | 16     |
| 4   | 2  | Vittoriano Guareschi | Yamaha | 13     |
| 5   | 17 | Pere Riba            | Ducati | 11     |

1988 · 1989 · 1990 · 1991 · 1992 · 1993 · 1994 (I) · 1994 (II) · 1995 · 1996 · 1997 · 1998 · 1999 · 2000 · 2001 · 2007 · 2008 · 2009 · 2011 · 2012 · 2013 · 2014 · 2015 · 2016 · 2017 · 2018 · 2019 · 2021 · 2022 · 2023 · 2024 · 2025